# جان کمبل، چهارمین ارل لودون
جان کمبل، چهارمین ارل لودون (انگلیسی: John Campbell, 4th Earl of Loudoun; ۵ مهٔ ۱۷۰۵ – ۲۷ آوریل ۱۷۸۲) فرد نظامی اهل پادشاهی بریتانیای کبیر بود. وی همچنین برندهٔ جوایزی همچون همکار انجمن سلطنتی شده‌است.